# 아주르와 아스마르
아주르와 아스마르(Azur And Asmar, Azur Et Asmar)는 이탈리아에서 제작된 미셸 오슬로 감독의 2006년 애니메이션, 가족, 모험 영화이다. 시릴 머레이 등이 주연으로 출연하였고 크리스토프 로씨뇽 등이 제작에 참여하였다.

## 출연

### 주연
- 시릴 머레이
- 카림 음리바

### 조연
- 히암 압바스
- 패트릭 팀싯
- 파트마 벤 켈

## 제작진
- 제작부: Viviana Turchi
- 제작부: 스테판 솔러
- 배역: 히암 압바스
- 배역: 지지 아코카